# Заводской (Тверская область)
Заводской — посёлок в Кимрском районе Тверской области. Входит в состав Ильинского сельского поселения.

## География
Находится в юго-восточной части Тверской области на расстоянии приблизительно 10 км на северо-запад по прямой от районного центра города Кимры.

## История
В XIX веке место было ненаселённое. До Великой Отечественной войны здесь также не отмечалось поселений. Посёлок был отмечен уже только на карте 1978 года. Посёлок был построен в начале 1950-х годов для рабочих местного торфопредприятия, в состав которого входил торфобрикетный завод и узкоколейная железная дорога.

## Население
Численность населения: 155 человек (русские 94 %) в 2002 году, 142 в 2010.